# Institut Geològic de Catalunya
L'Institut Geològic de Catalunya (IGC) va ser una entitat adscrita al Departament de Política Territorial i Obres Públiques (DPTOP) de la Generalitat de Catalunya que tenia la finalitat d'assolir, en el camp de la geologia, un coneixement adequat del sòl i del subsol, per a l'aplicació a l'obra pública, la política territorial, l'avaluació del risc geològic i l'elaboració de cartografia temàtica.
El Parlament de Catalunya va aprovar la creació de l'Institut Geològic de Catalunya, amb personalitat jurídica pròpia i plena capacitat d'obrar per a exercir les seves funcions.

## Història
L'any 1874 el canonge Jaume Almera inicià les tasques de docència i investigació en geologia. L'any 1884, la Diputació de Barcelona li encomanà la realització d'un mapa geològic dels voltants de Barcelona.
El 1916, la Mancomunitat de Catalunya creà el Servei Geològic de Catalunya (SGC) amb la missió de continuar els treballs geològics a tot Catalunya. El Servei va perviure fins al 1925, en què fou suprimit juntament amb la Mancomunitat per la dictadura de Primo de Rivera.
L'any 1932, després de la proclamació de la República i l'aprovació de l'Estatut hi hagué intents de crear un institut geològic de Catalunya, però van quedar frustrats per la guerra civil i la dictadura del general Franco.
Amb aquests antecedents, el 1979 es va crear el SGC per a disposar de l'instrument tècnic en el camp de la geologia i la geotècnia que permetés assolir, en aquests àmbits, un coneixement adequat del sòl i del subsol per a la seva aplicació a l'obra pública i la política territorial, i per a l'avaluació del risc geològic I l'elaboració de la cartografia geològica.
El 1982 assumí les funcions del Servei de Sismologia de Catalunya, creat el 1981, amb l'objectiu de recollir i avaluar les dades de microsismicitat a Catalunya, per a concretar les zones sísmiques i ajudar a la prospecció dels recursos hidrològics, miners i energètics i a resoldre adequadament problemes d'enginyeria.
En una primera etapa, el SGC, creat com a servei administratiu sense personalitat jurídica, va exercir les seves funcions, de marcat caràcter tècnic i especialitzat, en benefici tant del sector públic com del privat, adscrit al DPTOP.
El 1997 el SGC es va integrar a l'Institut Cartogràfic de Catalunya però l'alt grau d'especialització que adquireix i la importància que estan assolint els estudis geològics, geotècnics i geofísics fan difícil la creació d'una entitat pública amb personalitat jurídica pròpia.Tanmateix, l'any 2005, arran de l'esfondrament del Carmel, el Parlament de Catalunya va aprovar-ne la creació amb personalitat jurídica pròpia i plena capacitat d'obrar per a exercir les seves funcions.
Finalment, al Diari oficial de la Generalitat de Catalunya (DOGC) el 30 de gener de 2014, es publica la creació de l'Institut Cartogràfic i Geològic de Catalunya (ICGC) i la supressió de l'Institut Cartogràfic de Catalunya (ICC) i de l'Institut Geològic de Catalunya (IGC). Aquesta nova institució entra en funcionament l'1 de febrer de 2014.

## Camps d'actuació
Aquestes funcions del nou IGC se centren fonamentalment en l'estudi, l'assessorament, la investigació i la prevenció del sòl i el subsol de Catalunya; abastant el seu camp d'actuació: 
- totes les branques de la geologia: 
  - mineralogia,
  - petrologia,
  - estratigrafia,
  - geomorfologia,
  - geoquímica,
  - hidrogeologia,
- les disciplines que hi estan relacionades: 
  - les ciències del sòl i l'edafologia,
  - la geofísica,
  - la sismologia,
  - l'enginyeria geològica i
  - la geotècnia

## Tasques
Les activitats principals que l'Institut exerceix són, entre moltes altres: 
- elaborar el mapa geològic de Catalunya, a escales diverses, i portar a terme programes de cartografia, bases de dades i sistemes d'informació sobre el sòl i el subsol
- desenvolupar i mantenir la xarxa sísmica
- estudiar i avaluar els riscos geològics, inclòs el sísmic i el d'allaus
- elaborar i fomentar estudis, treballs i avaluacions en el camp de la geologia i de les ciències que s'hi relacionen
- assessorar i prestar assistència tècnica en el camp de la geologia i de les disciplines afins al DPTOP, altres departaments i altres administracions
- supervisar, si se sol·licita, estudis geotècnics de terrenys
- elaborar estudis sobre el sòl i el subsol
- establir protocols a seguir en l'elaboració dels estudis geològics, geofísics i geotècnics
- facilitar informació aplegada en les bases de dades

## Premis
El 2009 es va atorgar menció honorífica a Glòria Martí i Domènech del grup de predicció d'allaus de l'Institut Geològic de Catalunya en el marc del congrés International Snow Science Workshop (ISSW) a Davos (Suïssa).
El 2003 el grup de nivologia i allaus va rebre el premi Euskal Mendigoizaleen Lagunen Saria (Amic del Muntanyisme Basc) durant la VII Gala del Muntanyisme Basc, celebrada a Gasteiz el 15 de febrer de 2003, per la tasca de difusió del Butlletí de Perill d'Allaus.